# Carolus Polodig
Carolus Polodig OCD (* 29. Oktober 1671 in Zwittau/Svitavy, Königreich Böhmen, Heiliges Römisches Reich; † 7. Juli 1714) war ein deutscher Geistlicher.
Polodig war ein Priester des Ordens der Unbeschuhten Karmeliten.
Papst Clemens XI. ernannte ihn am 23. Dezember 1713 zum Titularerzbischof von Cyrrhus und Apostolischen Vikar von Smirne. Francesco Acquaviva, Kardinalpriester von Santa Cecilia in Trastevere, weihte ihn am 28. Januar 1714 zum Bischof. Mitkonsekratoren waren Giovanni Francesco Nicolai, Apostolischer Vikar von Houkouang, und Silvius de Cavalieri, Titularerzbischof von Athenae.